# 熊谷太雅
熊谷 太雅（くまがい たいが、2006年10月17日 - ）は、宮城県登米市出身のプロ野球選手（投手・育成選手）。左投左打。福岡ソフトバンクホークス所属。

## 経歴

### プロ入り前
登米市立石越中学校を経て、東陵高校へ進学。
東陵高校では入学早々、左肘の怪我に見舞われた。2年春も2年夏も熊谷はベンチ外であり、いずれもチームは県大会準決勝で仙台育英にコールド負け。2年秋の地区予選初戦で公式戦初登板を果たすと、県大会準々決勝では仙台育英を相手に1失点完投勝利を挙げた。続く準決勝と3位決定戦にも先発したが、いずれもリードを許して降板し、チームも敗戦。3年夏の宮城大会では聖和学園との準々決勝で敗退した。甲子園出場経験はなし。
2024年10月24日に開催されたドラフト会議にて、福岡ソフトバンクホークスから育成12位指名を受けた。11月27日には支度金300万円・年俸360万円（金額はいずれも推定）で入団に合意。12月9日に背番号が149と発表された。

## 選手としての特徴
185cmの長身から投げ下ろすストレートの最速は138km/hを計測。切れ味鋭いスライダーが武器である。

## 詳細情報

### 背番号
- 149（2025年[10] - ）